# Том Гаркін
Томас Річард «Том» Гаркін (англ. Thomas Richard «Tom» Harkin; нар. 19 листопада 1939, Каммінг, Айова) — американський політик, молодший сенатор США від штату Айова з 1985 до 2015 року, член Демократичної партії. Раніше він працював у Палаті представників США (1975–1985).

## Життєпис
Закінчив Університет штату Айова та Школу права Католицького університету Америки. Служив у ВМС США пілотом з 1962 до 1967. Після служби як помічника в Конгресі протягом декількох років, він зробив дві спроби обратись до Палати представників США, програвши у 1972 році, але перемігши у 1974 році.
Гаркін виграв гонку до Сенату США у 1984 році з великим відривом. Він був одним з перших лідером для президентської номінації від своєї партії у 1992 році, але підтримав майбутнього переможця Білла Клінтона.